# Lan Caihe
Lan Caihe (chiń. 藍采和; pinyin Lán Cǎihé) – bóstwo z mitologii chińskiej, jeden z Ośmiu Nieśmiertelnych. Płeć bóstwa jest nieznana. Zazwyczaj uważany jest za hermafrodytę, lub rzadziej za kobietę. Jego atrybutem jest kosz z kwiatami lub owocami, bądź flet lub miska. Przedstawiany jest ubrany w niebieski strój, często z jednym tylko butem na nodze. Jest patronem ulicznych grajków i śpiewaków.